# NGC 4386
NGC 4386 (другие обозначения — UGC 7491, MCG 13-9-27, ZWG 352.33, PGC 40378) — линзообразная галактика (SB0) в созвездии Дракон.
Этот объект входит в число перечисленных в оригинальной редакции «Нового общего каталога».
В галактике вспыхнула сверхновая SN 2014bv типа Ia, её пиковая видимая звездная величина составила 16,0.